# Axwell Λ Ingrosso
Axwell Λ Ingrosso — шведский электронный дуэт, состоящий из двух бывших участников супергруппы Swedish House Mafia Акселя Хедфорса и Себастьяна Ингроссо. В 2016 году попали на 16 место, а в 2017 — на 21 в DJ Mag «Top 100 DJs».

## Карьера
Аксель Хедфорс и Себастьян Ингроссо сформировали дуэт в 2014 году, после того, как распалась группа Swedish House Mafia. Первое выступление дуэта состоялось 8 июня того же года. Первым синглом в новом дуэте стал «Can not Hold Us Down», и в том же году они выпустили второй сингл «Something New».
В марте 2015 года дуэт представил новый трек под названием «On My Way». Уже 12 июня того же года, они выпустили новую песню под названием «Sun Is Shining». 6 ноября 2015 года дуэт выпустил свой пятый сингл «This Time», все доходы от продаж песни дуэт пожертвовал на благотворительность.
26 мая 2017 года они выпустили свой мини-альбом который получил название «More Than You Know», состоящий из 4 треков.

## Дискография

### Альбомы
| Название           | Информация об альбоме                                                                                               |
| ------------------ | --- |
| X4                 | - Дата релиза: 13 февраля 2014 - Лейбл: Axtone Records, Refune Music - Формат: Цифровая дистрибуция                 |
| More Than You Know | - Дата релиза: 14 мая 2017 - Лейбл: Axtone Records, Refune Music, Def Jam Recordings - Формат: Цифровая дистрибуция |

### Синглы
| Название                                                  | Год  | Пиковые позиции в международных чартах | Пиковые позиции в международных чартах | Пиковые позиции в международных чартах | Пиковые позиции в международных чартах | Пиковые позиции в международных чартах | Пиковые позиции в международных чартах | Пиковые позиции в международных чартах | Пиковые позиции в международных чартах | Пиковые позиции в международных чартах | Пиковые позиции в международных чартах | Награды                                      | Альбом             |
| Название                                                  | Год  | SWE                                    | AUT                                    | BEL                                    | FRA                                    | GER                                    | ITA                                    | NLD                                    | POL                                    | SWI                                    | UK                                     | Награды                                      | Альбом             |
| --------------------------------------------------------- | ---- | -------------------------------------- | -------------------------------------- | -------------------------------------- | -------------------------------------- | -------------------------------------- | -------------------------------------- | -------------------------------------- | -------------------------------------- | -------------------------------------- | -------------------------------------- | -------------------------------------------- | ------------------ |
| "We Come, We Rave, We Love"                               | 2014 | —                                      | —                                      | —                                      | —                                      | —                                      | —                                      | —                                      | —                                      | —                                      | —                                      |                                              | X4                 |
| "Can't Hold Us Down"                                      | 2014 | —                                      | —                                      | —                                      | —                                      | —                                      | —                                      | —                                      | —                                      | —                                      | —                                      |                                              | More Than You Know |
| "Something New"                                           | 2014 | 20                                     | —                                      | 13                                     | 56                                     | —                                      | —                                      | —                                      | 18                                     | —                                      | 22                                     | - GLF: 2× Platinum                           | More Than You Know |
| "On My Way"                                               | 2015 | 18                                     | —                                      | —                                      | —                                      | —                                      | —                                      | 82                                     | —                                      | —                                      | 100                                    | - GLF: 2× Platinum                           | More Than You Know |
| "Sun Is Shining"                                          | 2015 | 1                                      | 13                                     | 8                                      | 31                                     | 51                                     | 56                                     | 8                                      | 11                                     | 41                                     | 56                                     | - GLF: 4× Platinum - FIMI: Gold - ZPAV: Gold | More Than You Know |
| "This Time"                                               | 2015 | 73                                     | —                                      | 26                                     | —                                      | —                                      | —                                      | —                                      | —                                      | —                                      | —                                      |                                              | More Than You Know |
| "Dream Bigger"                                            | 2016 | —                                      | —                                      | —                                      | —                                      | —                                      | —                                      | —                                      | —                                      | —                                      | —                                      |                                              | More Than You Know |
| "Thinking About You"                                      | 2016 | 64                                     | —                                      | —                                      | —                                      | —                                      | —                                      | —                                      | —                                      | —                                      | —                                      |                                              | More Than You Know |
| "I Love You" (с участием Kid Ink)                         | 2017 | 10                                     | —                                      | —                                      | —                                      | —                                      | —                                      | 56                                     | —                                      | —                                      | 72                                     | - GLF: 2× Platinum                           | More Than You Know |
| "Renegade"                                                | 2017 | —                                      | —                                      | —                                      | —                                      | —                                      | —                                      | —                                      | —                                      | —                                      | —                                      |                                              | More Than You Know |
| "More Than You Know"                                      | 2017 | 2                                      | 9                                      | 34                                     | —                                      | 8                                      | 25                                     | 17                                     | —                                      | 22                                     | 52                                     |                                              | More Than You Know |
| "Dreamer" (при участии Trevor Guthrie)                    | 2017 | —                                      | —                                      | —                                      | —                                      | —                                      | —                                      | —                                      | —                                      | —                                      | —                                      | GLF: Platinum                                | Не альбомный сингл |
| "Dancing Alone" (при участии RØMANS)                      | 2018 | —                                      | —                                      | —                                      | —                                      | —                                      | —                                      | —                                      | —                                      | —                                      | —                                      |                                              | Не альбомный сингл |
| "—" Означает что трек не вошёл в чарт той или иной страны |      |                                        |                                        |                                        |                                        |                                        |                                        |                                        |                                        |                                        |                                        |                                              |                    |

### Другие релизы
| Название                      | Год  | Альбом             |
| ----------------------------- | ---- | ------------------ |
| "Dream Bigger (Instrumental)" | 2015 | Не альбомный сингл |

### Ремиксы
| Название                            | Год  | Исполнитель       | Альбом              |
| ----------------------------------- | ---- | ----------------- | ------------------- |
| "Thinking About You" (Festival Mix) | 2016 | Axwell Λ Ingrosso | Не альбомный ремикс |

## Награды и номинации
| Год  | Награда          | Категория                | Номинант          | Результат | Источник |
| ---- | ---------------- | ------------------------ | ----------------- | --------- | -------- |
| 2016 | NRJ Music Awards | Лучшая коллаборация года | Axwell Λ Ingrosso | Номинация | [ 28 ]   |